# You Can Dance (France)
Pour les articles homonymes, voir You Can Dance.
You Can Dance est une émission de télévision française diffusée sur NT1 à partir du 16 février 2012 et produite par Adventure Line Productions. Il s’agit d’une adaptation de l’émission So You Think You Can Dance diffusée aux États-Unis depuis 2005. L'émission hebdomadaire est présentée par Benjamin Castaldi.

## Principe
C'est le plus grand concours de danse de France. Lors des auditions, des danseurs de styles divers font un solo devant un jury composé de Kamel Ouali, Julie Ferrier et Nico Archambault. Les meilleurs candidats obtiennent directement un "pass" pour l'atelier, ceux pour qui les jurés hésitent sont envoyés faire un chorégraphie imposée pour avoir la chance d'obtenir leur "pass" et les autres sont renvoyés chez eux.
Lors de l'atelier, les candidats restant doivent apprendre diverses chorégraphies imposées dans tous les styles, après lesquelles les moins bons danseurs risquent d'être éliminés. Les danseurs doivent également passer une nuit à créer en équipe une chorégraphie sur une musique qu'ils pigent au hasard, pour la présenter le lendemain matin. À la suite de l'atelier, les juges choisissent les 16 candidats qui feront partie des primes, soit huit garçons et huit filles.
Lors des primes, les danseurs sont en couple et pigent chaque semaine un style de danse. Un chorégraphe leur enseigne ainsi une chorégraphie dans ce style, qu'ils doivent présenter lors de l'émission du jeudi, tout comme un numéro de groupe. Lors de celle-ci, les juges, Nico Archambault, Kamel Ouali et un juge invité changeant chaque semaine, passent leur commentaires sur la performance. Le public est alors invité à voter par SMS pour voter ses couples favoris. Les trois couples obtenant le moins de vote sont mis en danger plus tard dans l'émission. Ils doivent alors danser devant les juges un solo de 60 secondes qu'ils ont préparé eux-mêmes. Le jury décide par la suite quel garçon et quelle fille seront éliminés.

## Jury
| Juges            | Connus pour |
| ---------------- | --- |
| Nico Archambault | Gagnant de So You Think You Can Dance Canada en 2008                                                              |
| Julie Ferrier    | Chanteuse, danseuse et comédienne                                                                                 |
| Kamel Ouali      | Chorégraphe de grandes comédies musicales françaises, ancien professeur de danse de Star Academy (de 2001 à 2008) |

### Jurés invités
| Juges         | Connus pour |
| ------------- | --- |
| Shy'm         | Chanteuse et gagnante de Danse avec les stars saison 2                                                               |
| Fauve Hautot  | Danseuse professionnelle de Danse avec les Stars                                                                     |
| Sofia Essaïdi | Actrice de télévision, finaliste de Danse avec les stars saison 1, ancienne candidate de la saison 3 de Star Academy |
| M. Pokora     | Chanteur et gagnant de Popstar 3 et Danse avec les stars saison 1                                                    |

## Participants

### Garçons
| Finaliste | Âge | Ville d'origine       | Style de danse      | Date d'élimination       | Place          |
| --------- | --- | --------------------- | ------------------- | ------------------------ | -------------- |
| Florient  | 19  | Le Lude               | Danse contemporaine | 29 mars 2012, semaine 5  | Top 4, Gagnant |
| Hédi      | 22  | Malakoff              | Danse moderne       | 22 mars 2012, semaine 5  | Top 8          |
| Morgan    | 22  | Chabeuil, France      | Danses latines      | 22 mars 2012, semaine4   | Top 8          |
| Thomas    | 25  | La Plaine Saint-Denis | Hip-Hop             | 29 mars 2012, semaine 5  | Top 4          |
| Julian    | 29  | Bordeaux              | Danse urbaine       | 15 mars 2012, semaine 3  | Top 12         |
| Loïc      | 29  | Le Blanc-Mesnil       | Hip-Hop             | 15 mars 2012, semaine 3  | Top 12         |
| Jérémie   | 28  | Montreuil             | Claquettes          | 8 mars 2012, semaine 2   | Top 14         |
| Isaïes    | 22  | Lagny                 | Modern' Jazz        | 1er mars 2012, semaine 1 | Top 16         |

### Filles
| Finaliste  | Âge | Ville d'origine                  | Style de danse      | Date d'élimination       | Place                                        |
| ---------- | --- | -------------------------------- | ------------------- | ------------------------ | -------------------------------------------- |
| Alison     | 24  | Saint Laurent du Var             | Danse contemporaine | 22 mars 2012, semaine 4  | Top 8                                        |
| Hajiba     | 23  | Valence                          | Danse contemporaine | 22 mars 2012, semaine 4  | Top 8                                        |
| Julie      | 20  | Marseille                        | Danse moderne       | 29 mars 2012, semaine 5  | Top 4 (puis finaliste contre Florient top 2) |
| Maëlle     | 21  | Paris                            | Modern' Jazz        | 29 mars 2012, semaine 5  | Top 4 (finaliste)                            |
| Audjyan    | 25  | Courbevoie, originaire de Guyane | Hip-Hop             | 15 mars 2012, semaine 3  | Top 12                                       |
| Pryscillia | 20  | Draguignan                       | Danses latines      | 15 mars 2012, semaine 3  | Top 12                                       |
| Chéyenne   | 25  | Beauvais                         | Ragga Dance-Hall    | 8 mars 2012, semaine 2   | Top 14                                       |
| Tiffany    | 25  | Saint-Victor-sur-Loire           | Modern' Jazz        | 1er mars 2012, semaine 1 | Top 16                                       |